# Anomaloglossus tepequem
Anomaloglossus tepequem é uma espécie de anfíbio da família Aromobatidae. endêmica do Brasil, onde pode ser encontrada na Serra do Tepequém no estado de Roraima.
A espécie foi registrada somente acima de 500 metros de altitude e sua extensão de ocorrência foi estimada em 50 Km^2. Embora sua descrição seja relativamente recente, seus registros são históricos.

## População
Nos anos de 1986 e 1992 a espécie era abundante e facilmente encontrada no local.

## Ameaças
Entre os anos de 1985 e 1990 houve intensa atividade humana para extração de ouro, que atingiu até o topo da serra, impactando fortemente o habitat da espécie. A ocupação humana, pecuária e constantes queimadas são um graves problemas.

## Estado de Conservação
O ICMBio categorizou a espécie como Criticamente em Perigo (CR) pelo critério B1ab(iii), estando possivelmente extinta (PEX).